# Ягодное (Алтайский край)
Ягодное — посёлок в Алтайском крае России. Входит в городской округ город Барнаул. Административно подчинён Лебяжинской сельской администрации, до 30.10.2020 Центральной сельской администрации Центрального района города Барнаула.

## История
Посёлок возник благодаря строительству железнодорожной ветки Барнаул — Кулунда.
В 1961 году Указом Президиума Верховного Совета РСФСР поселок железнодорожного разъезда № 19 переименован в Ягодный.

## Население
| 1997  | 1998  | 1999  | 2000  | 2001  | 2002  |
| ----- | ----- | ----- | ----- | ----- | ----- |
| 653   | ↗699  | ↗746  | ↗752  | ↗827  | ↗833  |
| 2003  | 2004  | 2005  | 2006  | 2007  | 2008  |
| ↗849  | ↗888  | ↘883  | ↗968  | ↗1035 | ↘1029 |
| 2009  | 2010  | 2011  | 2012  | 2013  |       |
| ↗1045 | ↗1119 | ↗1126 | ↗1181 | ↗1188 |       |

## Инфраструктура
Путевое хозяйство Западно-Сибирской железной дороги.

## Транспорт
Автомобильный и железнодорожный транспорт.
Проходит автодорога Калманка — Новороманово — Лебяжье (Идентификационный номер 01 ОП РЗ 01К-59).